# 荣耀与伤痕
〈荣耀与伤痕〉是新西兰歌手洛德演唱的一首歌曲，出自其首张专辑《天生英雌》。这首歌曲于2014年3月11日由岩浆唱片和聯眾唱片正式发行为专辑的第5支单曲。歌曲由洛德和其制作人喬爾·立特共同创作。〈荣耀与伤痕〉是一首受到寒潮和嘻哈音乐所影响的电子流行歌曲。歌词围绕着现代社会着魔于暴力和名人文化。歌曲获得了主流乐评褒贬不一的评价，并分别在美国《告示牌》百强单曲榜和摇滚歌曲榜获得第68位和第9位的成绩。〈荣耀与伤痕〉曾作为历史频道电视剧《维京传奇》第二季广告的插曲。

## 词曲
《纯粹女英雄》的整张专辑均由洛德和喬爾·立特共同创作，在黄金时代录音室完成录制，并由立特制作、混音和策划。〈荣耀与伤痕〉是一首受到寒潮和嘻哈音乐所影响的电子流行抒情歌，整首歌曲使用合成器伴奏。根据EMI音樂出版旗下Musicnotes.com的琴谱显示，〈荣耀与伤痕〉是中板速度歌曲，為每分鐘72拍。歌曲以F小调创作，和弦进程为A♭–Fm–Cm–B♭m。洛德演唱這首歌曲時的音域在E♭3到E♭5之间。纵观整首歌曲，她使用了黑色幽默來諷刺現代社會對暴力的重視。歌词中称「Glory and gore go hand-in-hand/That's why we're making headlines」（大意：荣耀通常会伴随创伤而来/这就是我们登上头条的原因），洛德认为名人文化根本与角鬥士战斗差不多。歌曲歌词也延续了《纯粹女英雄》先前单曲〈团队〉对于流行文化的嘲讽意念。〈荣耀与伤痕〉同时传达了自强的主题，《PopMatters》的埃文·索戴伊（Evan Sawdey）因此认为它是暗黑版的凯蒂·佩芮2013年歌曲〈怒吼〉。

## 发行
〈荣耀与伤痕〉于2014年3月11日由岩浆唱片和聯眾唱片发行至现代摇滚电台，成为继〈贵族〉、〈团队〉和〈No Better〉后第4支美国单曲。同时于2014年4月7日发行至美国成人专辑另类音乐。由于〈网球场〉于2013年在美国以外发行，所以〈荣耀与伤痕〉在专辑《纯粹女英雄》总体为第5支单曲。原来〈网球场〉是第3支美国单曲，但是厂牌因为〈荣耀与伤痕〉曾作为历史频道的历史电视剧《维京传奇》第二季宣传广告的插曲而选其为单曲。然而，〈荣耀与伤痕〉于2014年4月8日发行至美国當代流行電台的计划被取消，而最终影响了于2014年4月22日发行至美国当代流行电台的〈网球场〉。

## 乐评
《The 405》的拉里·达伊（Larry Day）在评价《纯粹女英雄》这张专辑时称〈荣耀与伤痕〉是「值得作为单曲的歌曲」。《告示牌》的杰森·利普舒茨（Jason Lipshutz）认为洛德在这首歌副歌记忆点的演唱方式「极具有感染力」。《前音后果》的乔恩·哈杜赛克（Jon Hadusek）写道〈荣耀与伤痕〉实在与《纯粹女英雄》这张专辑里大部分的简约音乐制作大相径庭。《Pitchfork》的林赛·佐拉兹（Lindsay Zoladz）批评这首歌曲将太多内容塞进每一句歌词中。musicOMH的约翰·墨菲（John Murphy）在评价《纯粹女英雄》这张专辑的后半部分时，称「在〈荣耀与伤痕〉和〈清醒〉开始播放之后，那些模版（化的歌曲）開始聽起來讓人覺得有些厭倦。」

## 商业成绩
《纯粹女英雄》发行之后，〈荣耀与伤痕〉于2013年10月7日在紐西蘭艺人单曲榜最高到达第17位。在作为单曲发行之前，歌曲于2014年3月8日以32,000份銷量（几乎是前一星期的双倍）排在《告示牌》百强单曲榜第88位。次周，〈荣耀与伤痕〉以47,000份銷量（增加46%）上升至第68位，并成为该周百强单曲榜的「数位贏家」。歌曲在美国数字歌曲榜最高达到第30位，在美国另类歌曲榜最高达到第17位，并在美国主流摇滚歌曲榜最高达到第9位。截至2014年4月，〈荣耀与伤痕〉在美国已獲得307,000數位銷量。

## 现场演出

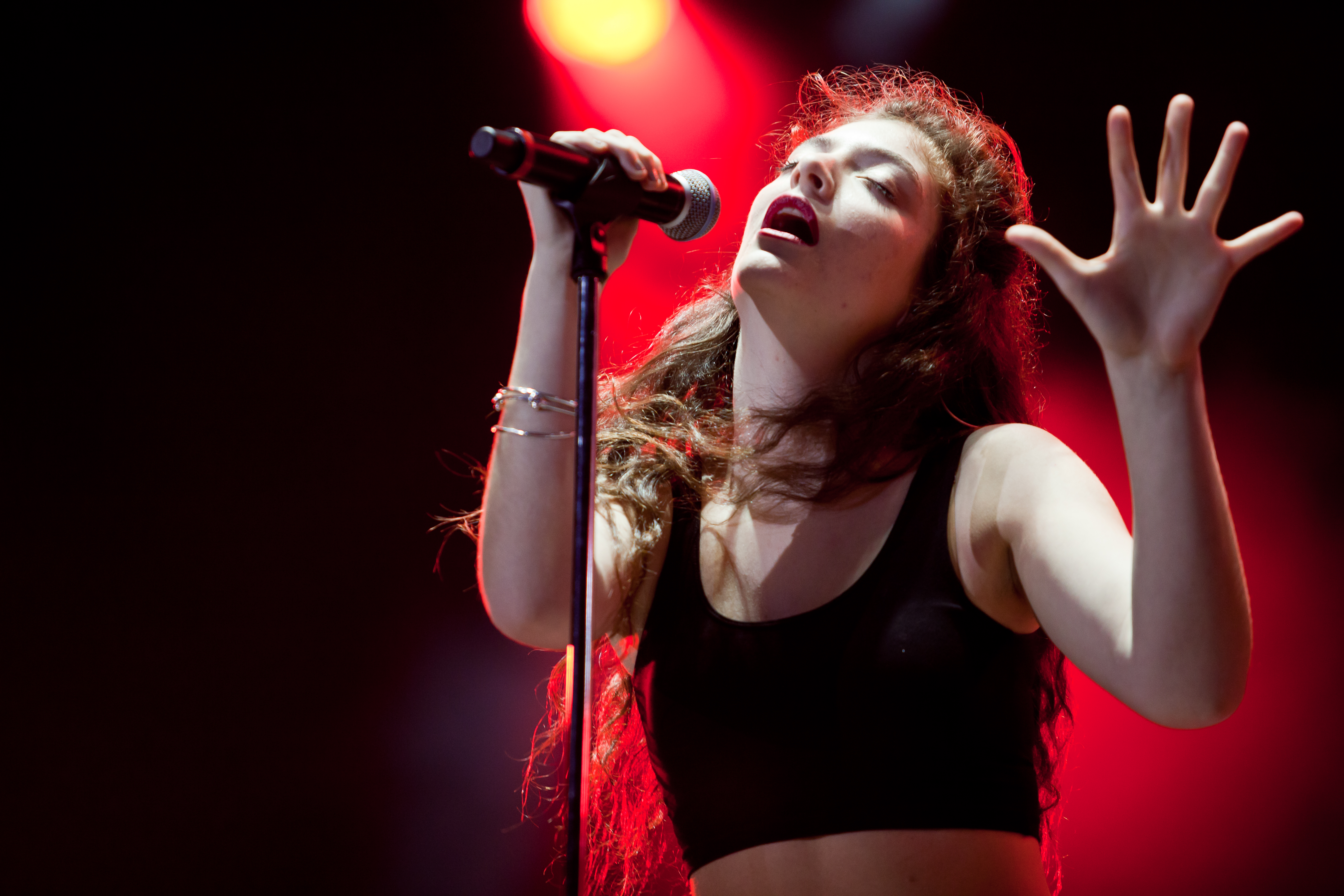
2014年，洛德在Lollapalooza演出

2013年9月24日，洛德在加州洛杉矶的方达剧院表演〈荣耀与伤痕〉与其他歌曲。2013年10月3日，洛德在布魯克林华沙剧院所举行的个人演唱会中演唱了〈荣耀与伤痕〉与专辑中的其他歌曲。2014年1月9日，洛德在奧克蘭西罗公园演唱〈荣耀与伤痕〉作为她在2014年巷路音乐节化妆秀的一部分，而《新西兰先驱报》的克里斯·舒尔茨（Chris Schulz）称这场演出为「最佳部分」。2014年，洛德在玫瑰岛舞厅所开设的个人演唱会和科切拉音樂節均演唱了这首歌，并在巴西聖保羅和阿根廷布宜諾斯艾利斯的Lollapalooza演出。

## 榜单成绩

### 週榜
| 排行榜（2013-2014年）                  | - 最高 - 排名 |
| -------------------------------------- | ------------- |
| 澳洲（澳大利亞唱片業協會單曲榜）       | 100           |
| 加拿大（《告示牌》热门数字单曲榜）     | 75            |
| 加拿大（《告示牌》摇滚歌曲榜）         | 36            |
| 紐西蘭（新西兰唱片音乐协会艺人单曲榜） | 17            |
| 美国（《告示牌》百强单曲榜）           | 68            |
| 美国（《告示牌》摇滚歌曲榜）           | 9             |

### 年终榜
| 排行榜（2014年）             | 排名 |
| ---------------------------- | ---- |
| 美国（《告示牌》摇滚歌曲榜） | 30   |

## 发行历史
| 国家 | 日期          | 形式             | 厂牌                    | 参考   |
| ---- | ------------- | ---------------- | ----------------------- | ------ |
| 美国 | 2014年3月11日 | 现代摇滚         | 岩浆 （ 英语 ： Lava Records） 聯眾 | [ 13 ] |
| 美国 | 2014年4月7日  | 成人专辑另类音乐 | 岩浆 （ 英语 ： Lava Records） 聯眾 | [ 14 ] |